# کورت بورکنهاگن
کورت بورکنهاگن (انگلیسی: Kurt Borkenhagen; ۳۰ دسامبر ۱۹۱۹ – مه ۲۰۱۲ (aged 92)) بازیکن فوتبال اهل آلمان بود.
از باشگاه‌هایی که در آن بازی کرده‌است می‌توان به باشگاه فوتبال فورتونا دوسلدورف اشاره کرد.
وی همچنین در تیم ملی فوتبال آلمان بازی کرده‌است.